# Decade cosmologica
Una decade cosmologica (CÐ, cosmological decade in inglese) è una divisione del tempo di vita dell'universo di tipo logaritmico in base 10. Ciascuna successiva decade cosmologica rappresenta un incremento di dieci volte nell'età totale dell'universo. La decima decade cosmologica è 10 volte le 9 decadi precedenti.

## Decade misurata sui secondi
Misurando CÐ come logaritmo dei (secondi) trascorsi dall'inizio dell'universo (ovvero CÐ 1 va dal 10º al 100º), il tempo zero (Big Bang) è CÐ -∞ (per cui sono trascorse un'infinità di decadi dal tempo zero), il tempo di Planck è CÐ −43,2683 e l'epoca attuale (stimata in 13,73 miliardi di anni dal tempo zero) è CÐ 17,6355.

## Decade misurata sugli anni
Fred Adams e Greg Laughlin hanno introdotto una definizione di decade basata sugli anni. Poiché un anno è 10^7,4991116 secondi, per le proprietà dei logaritmi, si può passare dalla scala in secondi a quella in anni sottraendo 7,4991116 a CÐ. Ne consegue che il numero di decadi intercorse tra due istanti sulla linea del tempo è un invariante nelle due scale.
Adams e Laughlin hanno inoltre proposto una suddivisione della storia dell'universo in cinque ere:
| Ere         | Decadi       | Processi                                                                              |
| Primordiale | -50 a +5     | Dal tempo di Planck time fino a quando l'universo diventa trasparente alla radiazione |
| Stellifera  | 6 a 14       | Le stelle risplendono (la nostra attuale epoca è +10.1364)                            |
| Degenere    | 15 a 37      | Le stelle degenerano, diventano più deboli                                            |
| Buchi Neri  | 38 a 99      | Le stelle evaporano, i buchi neri galattici evaporano                                 |
| Era Oscura  | 100 ed oltre | Protoni liberi ed altre particelle si allontanano sempre di più le une dalle altre    |